# Oulad Ghadbane
Oulad Ghadbane (arabiska: اولاد غضبان) är en ort i Marocko, som i folkräkningen räknas som stad i landskommunen Moulay Abdellah. Den ligger i provinsen El Jadida och regionen Casablanca-Settat, 190 km sydväst om huvudstaden Rabat. Antalet invånare var 6 152 vid folkräkningen 2014.